# Bernhard Karl Heinrich von Prittwitz

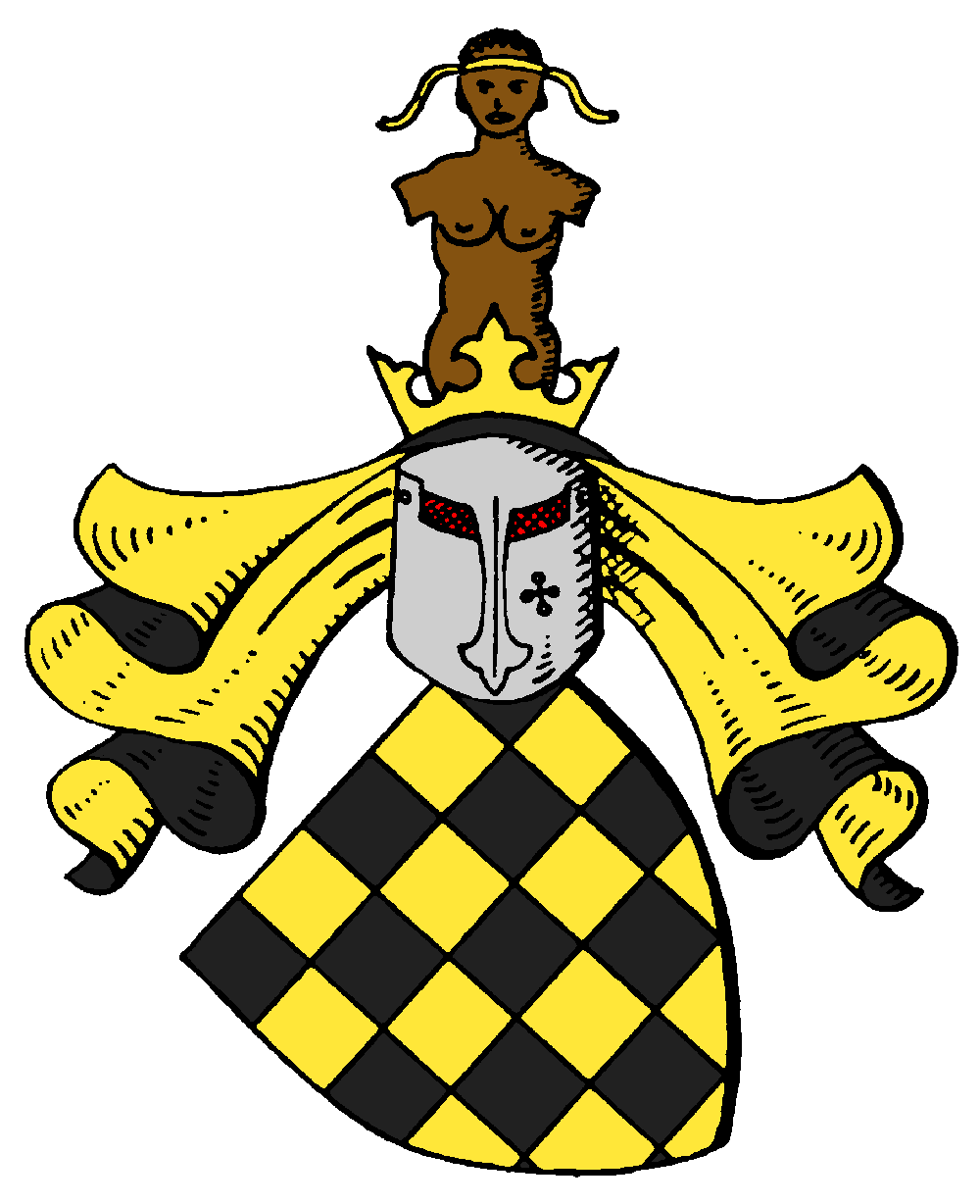
Das Wappen der Familie von Prittwiz und Gaffron

Bernhard Karl Heinrich von Prittwitz und Gaffron (* 26. März 1796 auf Gut Kreisewitz, Kreis Brieg; † 21. Januar 1881 in Breslau) war ein preußischer Generalmajor und Kommandant der Festung Thorn.

## Leben

### Familie
Bernhard Karl Heinrich entstammte dem alten, weit verzweigten schlesischen Adelsgeschlecht derer von Prittwitz. Er war der Sohn des preußischen Rittmeisters, Landrats und Landesältesten Ernst Carl Ludwig von Prittwitz und Gaffron (1743–1831), Gutsherr auf Kreisewitz, und dessen zweiten Ehefrau Johanna, geborene von Prittwitz und Gaffron (1761–1832). Er war der jüngere Bruder des preußischen Generals der Infanterie Moritz von Prittwitz und Gaffron (1795–1885). Der Regierungspräsident Robert von Prittwitz und Gaffron (1806–1889) war sein jüngerer Bruder.

### Militärkarriere
Prittwitz trat nach dem Besuch der Liegnitzer Ritterakademie bei Ausbruch der Befreiungskriege 1813 in die Schlesische Artilleriebrigade der Preußischen Armee ein und avancierte bis Oktober 1815 zum Sekondeleutnant. Artillerie ein. Nach dem Krieg wurde er im Mai 1816 zur Garde-Artilleriebrigade nach Berlin versetzt und im Mai 1825 zum Premierleutnant befördert. Am 16. August 1825 nahm Prittwitz seinen Abschied und war Eigentümer eines Hüttenwerks in Rohnau bei Landeshut in Niederschlesien.
Beim Ausbruch der Novemberrevolution in Polen im Winter 1830 wurde er zur Landwehr einberufen und ab Mitte Februar 1831 für die Dauer der Mobilmachung bei der 5. Artilleriebrigade angestellt. Mit einem Patent vom 21. Januar 1832 wieder in den aktiven Dienst übernommen, wurde Prittwitz am 10. Oktober 1833 Kapitän und Chef der Festungs-Reserve-Artillerie-Kompanie in Luxemburg. Vom 11. Juli 1843 bis zum 12. Februar 1847 war er dort Artillerieoffizier vom Platz und kam anschließend zur 4. Artilleriebrigade. Unter Beförderung zum Major und Aggregation der 8. Artilleriebrigade wurde Prittwitz am 5. Mai 1848 zum Kommandeur der Festungs-Reserve-Artillerie-Abteilung in Mainz ernannt. In dieser Stellung stieg er Ende März 1853 zum Oberstleutnant auf. Am 18. Mai 1854 wurde er Kommandant von Thorn. Prittwitz wechselte dann am 1. März 1855 als Chef der Abteilung für Artillerie-Angelegenheiten in das Kriegsministerium nach Berlin und avancierte Mitte Juli 1855 zum Oberst. Unter Stellung à la suite des Kriegsministeriums wurde er am 15. November 1855 wieder Kommandant von Thorn. In dieser Stellung erhielt Prittwitz am 31. Mai 1859 den Charakter als Generalmajor. Unter Verleihung des Roten Adlerordens wurde er schließlich am 13. Mai 1861 mit der gesetzlichen Pension zur Disposition gestellt.
Seinen Ruhestand verlebte er in Breslau.

### Familie
Er heiratete am 20. August 1831 in Brieg Selma von Korckwitz (1811–1874) aus dem Hause Lampersdorf. Sie war eine Tochter des Gutsbesitzers Friedrich Wilhelm Erdmann von Korckwitz, Gutsherr auf den Gütern Lampersdorf und Molsehnen, und der Antoinette von Wallenrodt. Das Paar hatte mehrere Kinder:
- Ernst Friedrich (1832–1903), Kreisrichter in Schwedt
- Anton Johannes (1836–1874), Major a. D. ⚭ 12. Oktober 1869 Freiin Agnes Natalie von Meerscheidt-Huellessem (1837–1899)
- Marie Antoinette (1839–1925) ⚭ 24. September 1857 Wilhelm Zeidler (1826–1905), Regierungsrat in Berlin
- Johanne Ernestine Antoinette (* 1841)